# Bluff Harbour
Bluff Harbour ist ein Naturhafen im Stadtgebiet von Invercargill City in der Region Southland auf der Südinsel von Neuseeland.

## Geographie
Der Bluff Harbour befindet sich rund 15 km südlich von Invercargill an der Südseite der Südinsel von Neuseeland mit Zugang zur Foveaux Strait, der Meerenge zwischen der Südinsel und Stewart Island. Der nach Südosten hin geöffnete Naturhafen besitzt eine Länge von rund 7,6 km und misst an seiner breitesten Stelle rund 5,4 km. Die Küstenlänge des an seinen nordöstlich und östlichen Ufern stark versandeten Gewässers erstreckt sich über rund 27 km, die östlich angrenzende und rund 12 km lange Awarua Bay, die als ein eigenständiges Gewässer angesehen wird, nicht mitgerechnet.
Zum Hafenausgang hin befindet sich auf der Halbinsel mit dem 265 m hohen The Bluff der Ort Bluff mit seinem Industriehafen und auf der nordöstlichen Seite des Hafenzugangs, der hier North Channel genannt wird und an seiner engsten Stelle eine Breite von 590 m aufweist, die Aluminiumhütte der Firma New Zealand's Aluminium Smelter.
Im Einzugsgebiet des Natuhafens befinde sich die Inseln Tikore Island, Colyers Island, Rabbit Island und Seal Rock.

## Bluff Island Harbour
Als Bluff Island Harbour wird die 40 Hektar große Hafenanlage bezeichnet, die 1952 mit der Aufschüttung auf einer dem Ort Bluff vorgelagerten Sandbank begann und im Dezember 1960 mit der Eröffnung des auf der künstlich geschaffenen Insel angelegten Industriehafens das Ende seiner ersten Ausbaustufe fand. 1982 wurde die Anlage dann noch einmal erweitert. Heute wird der Industriehafen, zu dem auch ein kleiner Yachthafen gehört von der Firma South Port NZ Ltd betrieben.